# Anton Arensky

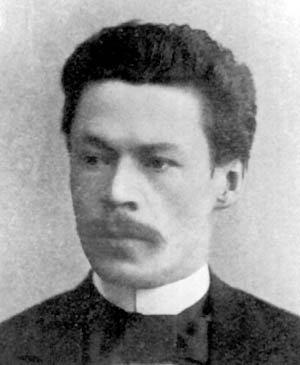
Anton Arensky

Anton Stepanovich Arensky (em russo:  Антон Степанович Аренский) (Novgorod, 12 de julho de 1861 – Perkijarvi, 25 de fevereiro de 1906), foi um  compositor russo de música classica romântica, pianista e professor de música.

## Biografia
Arensky foi precoce musicalmente, compondo algumas canções e peças para piano ao nove anos de idade. Mudou-se com os pais para São Petersburgo em 1879, onde estudou composição no Conservatório de São Petersburgo com Nikolai Rimsky-Korsakov. 
Após sua formatura no Conservatório de de São Petersburgo em 1882, Arensky tornou-se professor no Conservatório de Moscou. Entre seus alunos estiveram Alexander Scriabin, Sergei Rachmaninoff e Alexander Gretchaninov. 
Em 1895 Arensky retorna a São Petersburgo como diretor co Coro Imperial, posição para a qual havia sido recomendado por Mily Balakirev. Arensky aposentou-se em 1901, passando o resto da vida como pianista, regente, e compositor.
Arensky morre de tuberculose em um sanatório em Perkijarvi, na Finlândia. Existem boatos que a bebida e o jogo afetaram a sua saúde.

## Música
Pyotr Tchaikovsky foi a maior influencia nas composições de Arensky. De fato, Rimsky-Korsakov disse, "na juventude Arensky não escapou de alguma influência minha; mais tarde a influência foi de Tchaikovsky. Será rapidamente esquecido."  A percepção de que não possuía um estilo pessoal forte contribuiu à longa negligência por que passou sua música, contudo recentemente grande número de suas composições têm sido gravadas.  Especialmente populares sâo as Variações sobre um tema de Tchaikovsky, para orquestra, baseadas em uma das Canções para crianças, Op. 54 de Tchaikovsky.  
Possivelmente as melhores composições de Arensky sejam as de música de câmara. Compôs dois quartetos de cordas, dois trios com piano e um quinteto para piano.

## Algumas obras

### Ópera
- Сон на Волге (Son na Volge / Um sonho no Volga), opus 16 (1888), libreto de Anton Arensky sobre a peça Voyevoda de Alexander Ostrovsky.
- Рафаэль (Rafael), opus 37 (1894), librettode A. Kryukov.
- Наль и Дамаянти (Nal' i Damayanti / Nal e Damayanti), opus 47 (1903), libreto de Modest Tchaikovsky sobre o romance de Vasily Zhukovsky.

### Ballet
- Ночь в Египте, or Египетские ночи (Noites Egípcias), opus 50 (1900).

### Orquestra
- Concerto para Piano e Orquestra, opus 2 (1881)
- Sinfonia No. 1, opus 4 (1883)
- Intermezzo, opus 13 (1882)
- Sinfonia No. 2, opus 22 (1889)
- Variações sobre um tema de Tchaikovsky, opus 35a, para orquestra de cordas (1894)
- Fantasia sobre temas de Ryabinin, opus 48, para piano e orquestra  (1899), também conhecida como Fantasia sobre temas populares russos.
- Concerto para Violino e orquestra, opus 54 (1891)

### Câmara
- Quarteto de cordas No. 1, opus 11
- Serenade, opus 30 no. 2, para violino e piano
- Trio para piano  No. 1, opus 32 (1894)
- Quarteto de cordas No. 2, opus 35 (1894), para violino, viola e dois violoncelos
- Quinteto para piano, opus 51
- Quatro Peçãs, opus 56, violoncelo e piano
- Trio para piano  No. 2, opus 73 (1905)

### Piano
(para piano  solo exceto quando especificado diferente)
- Suíte para dois Pianos No. 1, opus 15
- Suíte para dois Pianos No. 2, opus 23, "Silhouettes" (1892), também versão orquestral
- Improviso No. 1, opus 25
- Suíte para dois Pianos No. 3, opus 33, "Variations", também versão orquestral
- Quatro Estudos, opus 41
- Suíte para dois Pianos No. 4, opus 62
- Doze Prelúdios, opus 63

### Coral
- Cantata para o 10.º Aniversário da Coroação de Sua Alteza Imperial, opus 25 (1893)
- A Fonte de Bakhchisarai, opus 46, cantata
- O Motorista, opus 61, cantata

### Solo Vocal
- Três Quartetos Vocais, opus 57, com acompanhamento de violoncelo